# Майнцький університет
Майнцький університет (нім. Johannes Gutenberg-Universität Mainz) — університет у місті Майнц, Рейнланд-Пфальц, Німеччина. Заснований 1477 року. Названий на честь Йоганна Гутенберга.

## Назва
- Майнцький університет (нім. Universität Mainz) — найпоширеніша назва.
- Університет Майнца імені Йоганна Гутенберга (нім. Johannes Gutenberg-Universität Mainz) — назва з 1946 року.
- Університет Йоганна Гутенберга (нім. Johannes Gutenberg-Universität, (JGU))

## Історія

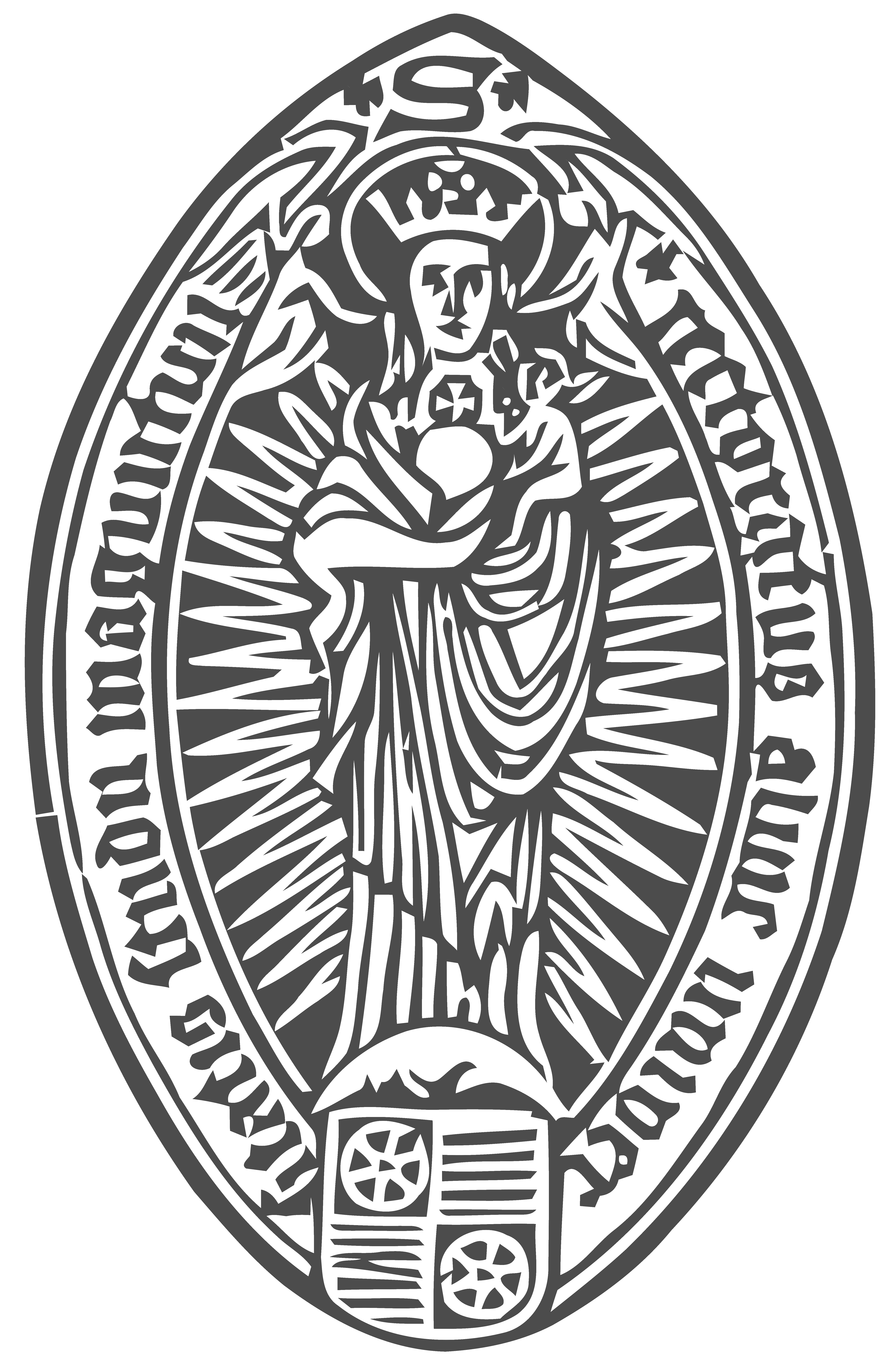
Печатка ректора із символом університету

Майнцький університет заснований у 1477 році з ініціативи майнцького архієпископа, курфюрста і імперського канцлера Адольфа II Нассауського, який здобув в 1476 році дозвіл для цього від Папи Римського Сікста IV, і при архієпископі Дітері фон Ізенбургзі, який правив після Адольфа. 1792 року, після розгрому пруськими військами Майнцької республіки, університетське життя поступово завмирає. Після заняття Майнца французами в 1798 році університет остаточно припиняє своє існування. Лише на медичному факультеті навчання тривало до 1823 року.
Відродження університету настав після закінчення Другої світової війни, в 1946 році, за підтримки французької окупаційної влади. Першим університетським корпусом служила колишня казарма німецьких ВПС (люфтваффе), побудована в 1938 році. 1972 року, на тлі студентських виступів, які прокотилися по Західній Європі, адміністративна структура Майнцького університету була змінена. Замість звичних факультетів вводяться відділення «з предметів». Нові перетворення такого роду відбулися 2005 і 2010 року.

## Загальні відомості
Майнцький університет входить до десятки найбільших вищих навчальних закладів Німеччини. У зимовий семестр 2010/2011 років (WS 2010/2011) тут, в 150 різних інститутах і в клініках медичного відділення, навчається 35 тисяч студентів. Після структурної університетської реформи, проведеної в 2010 році, університет розділений на 10 відділень:
- Католицька теологія і лютеранська теологія
- Соціологія, преса і спорт
- Економіка і право
- Медицина
- Філософія та філологія
- Лінгвістика та культурологія
- Загальна історія та історія культури
- Фізика, математика та інформатика
- Хімія, фармакологія і географічні дисципліни (геологія, геофізика, океанологія тощо)
- Біологія

Крім цього, до складу університету з 2010 року включені майнцькі Вища школа музики і Вища школа мистецтв. Університет Гутенберга є одним з небагатьох кампус-університетів Німеччини, практичні всі його корпуси розташовані в південно-західній частині міста. Виняток становлять лише університетська клініка та, з 1973 року — відділення лінгвістики і культурології. Також за межами кампуса знаходяться деякі невеликі інститути та відділення — наприклад, семінар журналістики в старій будівлі Університету поблизу Міського театру, інститут ранньої та стародавньої історії з бібліотекою — на площі Шиллер-плац. На території кампусу, з іншого боку, знаходяться електронний прискорювач елементарних частинок і дослідницький реактор TRIGA, ботанічний сад і спортивний комплекс, що включає також стадіон і закритий басейн. Майнцький університет — єдиний в Німеччині, де одночасно є Вищі школи музики і мистецтв — і відділення спорту.
На 2007 рік університет Йоганна Гутенберга займав у Німеччині перше місце по обміну студентами із зарубіжними вищими навчальними закладами. Він також на I місці за відсотком іноземних студентів (15 % від загальної кількості учнів). Навчання — платне. За кожен «продовжений» понад встановленого терміну навчання семестр стягується додатково 650 євро.
Університет входить до об'єднання провідних навчальних закладів Німеччини German U15.